# James A. Colescott
James Arnold Colescott (11 janvier 1897 - janvier 1950) est le dernier Grand sorcier impérial du second  Ku Klux Klan ou Klan moderne de 1939 à 1944. Le 23 avril 1944, il dissout le Klan après sa mise en liquidation judiciaire en raison d'impôts impayés depuis 1920 qui s'élèvent à la somme de 685 000 dollars réclamés par l'Internal Revenue Service.

## Biographie
Né à Terre Haute, Indiana de Frank Colescott et Minnie Minnie Olive Acuff le 11 janvier 1897, il est diplômé de l'école vétérinaire de Terre Haute et travaille comme vétérinaire. Il rejoint la section locale de l'organisation terroriste et suprémaciste le Ku Klux Klan dans le comté de Vigo et en seize ans gravit les échelons jusqu'au rang suprême de Grand sorcier impérial. Colescott décède le 11 janvier 1950, à l'âge de 53 ans, au US Veterans' Hospital de Coral Gables, Floride.

## Le Grand sorcier impérial
Le « Grand sorcier impérial » Hiram Wesley Evans démissionne le 10 juin 1939 et vend le siège du Klan et son organisation pour la somme de 250 000 $ à James Colescott qui dans la même journée est élevé au grade de Grand sorcier impérial et devient le nouveau chef du Ku Klux Klan. Il avait auparavant été chef de cabinet sous Evans qui est contraint de démissionner à cause des divers scandales qui l'entourent et sa renonciation à l'anti-catholicisme s'étant avérée impopulaire auprès des « Klansmen de base »[réf. nécessaire]. La cérémonie d'investiture se tient dans la Dixie Ball Room de l'Henry Grady Hotel à Atlanta, en Géorgie. 

### Efforts de réorganisation d'avant-guerre
Dans son nouveau rôle, Colescott avait « initié plusieurs ventes immobilières » pour lever des fonds pour le Klan. Il dirige personnellement les efforts de réorganisation du Klan et visite le nord des États-Unis, le Midwest et l'État de Floride pour tenter de séduire un public plus large. Chester L. Quarles, professeur de justice pénale à l'université du Mississippi, souligne que Colescott avait une expérience considérable en tant que recruteur du Klan dans plusieurs États. Il considère Colescott comme ayant de bonnes compétences organisationnelles, mais laissant beaucoup à désirer en tant qu'orateur[réf. nécessaire].  Ses tournées sont accueillies avec suspicion et hostilité dans le Midwest américain, y compris dans son Indiana natale. Dans les années 1920, le Klan dans cette région était dirigé par D.C. Stephenson, dont le mandat s'est terminé par un scandale majeur et sa condamnation pour meurtre. Ce cas et d'autres avaient laissé à l'organisation une réputation négative[réf. nécessaire].
Dans l'ensemble, Colescott n'a pas pu arrêter l'exode des membres en raison de la Grande Dépression. Abaisser les frais d'initiation de 10 $ à 6 $ et fournir des robes moins chères aux nouvelles recrues pour 3,50 $ au lieu de 6,50 $ n'a pas donné beaucoup de résultats,.

### Seconde Guerre mondiale
Le déclin s'accentue durant la Seconde Guerre mondiale, alors que la majorité des citoyens américains se préoccupent désormais prioritairement des impératifs de sécurité nationale. Le Ku Klux Klan, dépourvu de son assise sociale, de ses ressources pécuniaires et de son soutien politique, voit son influence s'effriter. Son proximité avec des organisations marquées par des sympathies nazies, telles que le Bund germano-américain, ainsi que son implication dans les troubles raciaux de Détroit en 1943, contribuent à entacher durablement son image publique. 
Depuis la fin des années 1930, des rapports attestent régulièrement de l'implication de membres du Ku Klux Klan dans des sévices corporels, des enlèvements et des homicides. Ces actes, bien que récurrents, apparaissaient comme des initiatives isolées plutôt que comme les éléments d’une campagne coordonnée. Soucieux de restaurer une image publique favorable à l’organisation, James A. Colescott, alors dirigeant du Klan, déclara à la presse son opposition « aux châtiments corporels, aux lynchages et aux manœuvres d’intimidation ». Dans cette optique, il démît Arthur Hornbui Bell, figure notoirement liée au Bund germano-américain, de ses fonctions à la tête de la branche new-jersaise du groupe,. 

#### Audition du Dies Committee
En janvier 1942, Colescott est convoqué devant le Dies Committee, instance préfigurant la House Un-American Activities Committee (HUAC), alors présidée par Martin Dies Jr.. Le comité lui reproche notamment l’anti-catholicisme du Ku Klux Klan. Durant l’audience, deux membres du comité, John E. Rankin et Joe Starnes, prennent la défense de l’organisation, la qualifiant d’« institution américaine ». Interrogé sur les liens entre le Klan et les actes de violence, Colescott rétorque que le terrorisme serait contraire aux principes du groupe, imputant ces exactions à d’anciens membres ou à des éléments extrémistes ayant été exclus de ses rangs. Il fournit également au comité des éléments chiffrés concernant l’état du Klan : celui-ci ne compterait plus que 10 000 adhérents, et les recettes perçues en 1941, issues des droits d’initiation et cotisations, s’élèveraient à 10 000 dollars seulement. 

### Problèmes juridiques
En avril 1944, l'IRS réclame 685 305 $ en taxes, pénalités et intérêts impayés des années 1920 contre le Klan. La Klonvocation spéciale convoquée par Colescott décide de dissoudre l'organisation,,Avant de se retirer officiellement le 23 avril 1944 il fonde un comité directeur provisoire composé de cinq membres,. Le 23 avril, le dernier rassemblement de Klonvocation se tient à Atlanta, sa décision a été de dissoudre l'organisation centrale du Klan, « abrogé tous les rangs, libéré tous les bureaux, annulé toutes les chartes et libéré chaque Klansman de toute obligation ». Les sections locales pourraient cependant poursuivre leurs activités, agissant désormais indépendamment les unes des autres. La dernière Klonvocation les a appelés à agir dans une « alliance informelle non constituée en société ».

### Après la dissolution
La plupart des chapitres locaux du Sud continuent à exister, menant à la troisième réorganisation du Klan sous l'autorité de Samuel Green, un obstétricien d'Atlanta, Géorgie en 1946. En novembre 1944 l'anthropologue H. Scudder Mekeel exprime des inquiétudes quant au fait que la fin de la Seconde Guerre mondiale pourrait susciter un renouveau du Klan. Colescott se retire à Miami, amer sur son retrait forcé et blâmant l'« amoureux des nègres » Franklin D. Roosevelt et le « juif » Henry Morgenthau Jr pour la chute du Klan, et victimise, accusant les manœuvres sournoises des agents du fisc. Dans son ultime déclaration il dit : « [..] peut-être que le gouvernement peut faire quelque chose du Klan – je n'ai jamais pu ».